# Голубев, Михаил Егорович
Михаил Егорович Голубев — советский хозяйственный и государственный деятель, лауреат Государственной премии СССР за выдающиеся достижения в труде.

## Биография
Родился в 1925 году в деревне Батарино. Член КПСС.
Участник советско-японской войны: радист 291-го стрелкового Ковенского Краснознамённого полка 63-й стрелковой дивизии, радист в/ч 63537
В 1948—1985 годах — слесарь 342-го механического завода Министерства обороны СССР.
За выдающиеся достижения в труде на основе внедрения прогрессивных форм обслуживания оборудования на предприятиях промышленности строительных материалов и в строительстве был в составе коллектива удостоен Государственной премии СССР за выдающиеся достижения в труде 1978 года.
Жил в Домодедово.

## Награды
- Орден Отечественной войны II степени (06.04.1985)
- Орден Красной Звезды (24.10.1945)
- Орден Знак Почёта (28.02.1974)